# Trpovi
Morski krastavci ili trpovi (lat. Holothuroidea) su razred unutar koljena bodljikaša. Obuhvaćaju oko 500 vrsta. Imaju izduženo kobasičasto tijelo dugo 1–20 cm, s vapnenačkim pločicama različitih oblika i cjevastim nožicama koje su poredane u nizove ili razasute po tijelu. Neke vrste su razdvojenih spolova, a neke su hermafroditi. Razmnožavaju se spolno ili nespolno. Neke vrste plivaju kao meduze, dok su druge vrste pričvršćene za podlogu.

## Rasprostranjenost
Trpovi žive u većini mora i oceana. Mogu se naći u tropskim predjelima i u polarnim krajevima. Isključivo žive u vodi dubine do 100 metara.

## Pokrov i disanje
Stijenku tijela čini epiderma ispod koje je debeli sloj derme u koju su umetnute osikule (vapnenačke pločice) mikroskopske veličine i različitih oblika. Ispod derme nalazi se sloj kružnih i uzdužnih mišića čijim naizmjeničnim stezanjem dolazi do pokretanja trpova: zakapanja, puzanja, penjanja po podlozi i plivanja. Postoji i celomska tekućina koja ima ulogu hidroskeleta. Izmjena plinova zbiva se uglavnom preko vodenih pluća. Vodenim plućima protječe voda, a u nekih vrsta nađene su čak i ribe koje obitavaju u tim plućima. Izmjena plinova zbiva se i preko prionjivih nožica.

## Živčani sustav
Nemaju mozak, ali imaju razvijeni vodožilni sustav po cijelom tijelu. On počinje pločicom koja se otvara u celomsku tekućinu, a ostali dijelovi odgovaraju građi vodožilnog sustava ostalih bodljikaša.

## Prehrana
Hrane se planktonom i organskim tvarima na dnu mora. Radi toga su dobili popularan naziv "morski usisavač". Probavilo započinje ustima na koje se nastavlja mišićavo ždrijelo, kratak jednjak i želudac te jako dugačko i višestruko savijeno crijevo. Crijevo se otvara u nečisnicu. Hranu prikupljaju usnim ticalima.

## Razmnožavanje
Trpovi su uglavnom odvojena spola. Imaju jednu razgranatu spolnu žlijezdu koja se otvara ispod usnih ticala. Njihovi spermiji su bijele boje, a jajne stanice žute boje. Oplodnja je vanjska. Tijekom planktonskog života ličinke događa se preobrazba i na dno mora spušta se mladi trp.

## Zanimljivosti
Kad su u opasnosti, trpovi kroz usta izbace utrobu. Ljudi se prepadnu te ih bace natrag u more. Utroba im se obnavlja. Taj se proces naziva evisceracija. Naime, u mnogih trpova u uvjetima stresa dolazi do raskidanja prednjeg i stražnjeg dijela tijela kroz koje izbacuju cijelo probavilo. Pritom dolazi i do kidanja vezivnog tkiva koje probavilo povezuje sa stijenkom tijela. Izbačeno se probavilo regenerira, a smatra se da do evisceracije može doći i spontano radi izbacivanja nakupljenih otpadnih tvari.

## Redovi
- Apodida
  - Apodida incertae sedis
  - Chiridotidae Östergren, 1898
  - Myriotrochidae Théel, 1877
  - Synaptidae Burmeister, 1837
- Aspidochirotida
  - Holothuriidae Burmeister, 1837
  - Mesothuriidae Smirnov, 2012
  - Stichopodidae Haeckel, 1896
  - Synallactidae Ludwig, 1894
- Dendrochirotida
  - Cucumariidae Ludwig, 1894
  - Cucumellidae Thandar & Arumugam, 2011
  - Dendrochirotida incertae sedis
  - Heterothyonidae Pawson, 1970
  - Paracucumidae Pawson & Fell, 1965
  - Phyllophoridae Östergren, 1907
  - Placothuriidae Pawson & Fell, 1965
  - Psolidae Burmeister, 1837
  - Rhopalodinidae Théel, 1886
  - Sclerodactylidae Panning, 1949
  - Vaneyellidae Pawson & Fell, 1965
  - Ypsilothuriidae Heding, 1942
- Elasipodida
  - Deimatidae Théel, 1882
  - Elpidiidae Théel, 1882
  - Laetmogonidae Ekman, 1926
  - Pelagothuriidae Ludwig, 1893
  - Psychropotidae Théel, 1882
- Holothuroidea incertae sedis
- Molpadida
  - Caudinidae Heding, 1931
  - Eupyrgidae Semper, 1867
  - Gephyrothuriidae Koehler & Vaney, 1905
  - Molpadiidae Müller, 1850